# Friedrich Brügger

Oberstdivisionär Brügger, Generaladjutant (1914–1918)

Friedrich Brügger (* 21. März 1854 in Churwalden; † 29. Januar 1930 in Chur) war ein Schweizer Korpskommandant.

## Biografie

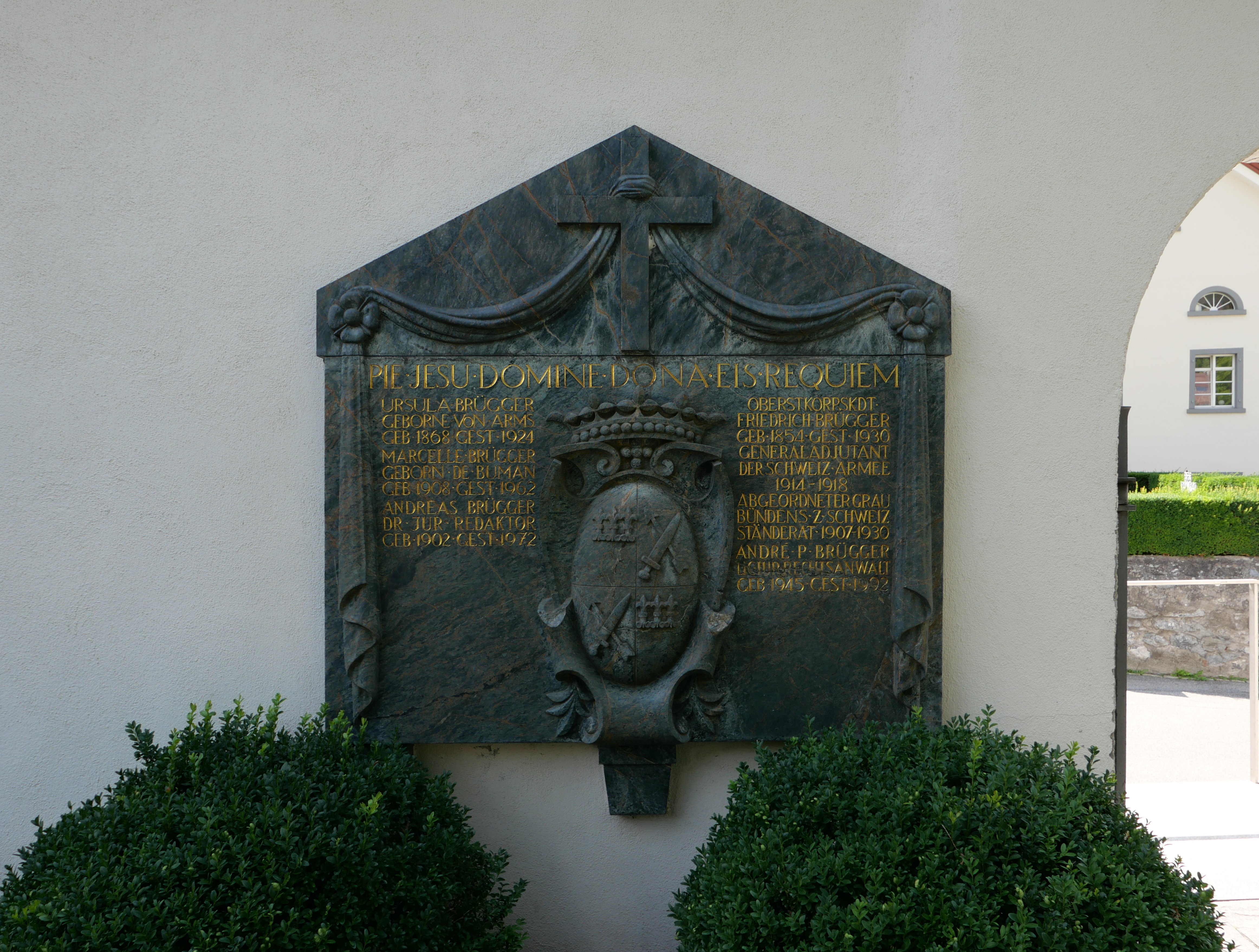
Das Familiengrab von Brügger, seiner Frau, von Andreas Brügger (1902–1972), Marcelle Brügger, geb. de Buman (1908–1962), und André Brügger (1945–1992) auf dem Hoffriedhof in Chur.

Friedrich Brügger war katholisch und besass das Bürgerrecht von Churwalden und Obersaxen. Er war Sohn des Friedrich Brügger, eines Hauptmanns in päpstlichen Diensten.
Seine Jugend verbrachte Brügger in Rom sowie in der Klosterschule Einsiedeln. Nach dem Besuch der Kantonsschule in Chur studierte Brügger Rechtswissenschaften in Löwen und München, er promovierte im Jahre 1877.
Danach war er Regierungssekretär und Anwalt in Chur, von 1891 bis 1899 Staatsanwalt. Dem Bündner Grossen Rat gehörte er von 1887 bis 1889, von 1909 bis 1911 sowie von 1913 bis 1915 an, dem Kleinen Rat von 1900 bis 1907 (Vorsteher des Bau- und Forstdepartements). Nach dem Austritt aus der Regierung war Brügger bis 1930 katholisch-konservativer Ständerat (Präsident 1918 bis 1919).
Von 1909 bis 1918 war Brügger Berufsoffizier, erst (1909) als Divisionär, bis 1914 war er Kommandant der Gotthardfestung, danach von 1914 bis 1918 Generaladjutant, 1918 dann Korpskommandant.
Zusammen mit dem reformierten Korpskommandanten Theophil von Sprecher war Brügger 1895 Reorganisator des Bündner Tagblatts und führender Kopf der anfänglich überkonfessionellen Bündner Konservativ-demokratischen Partei, die er von 1923 bis 1930 präsidierte.
Brügger war verheiratet mit Maria Ursula (1868–1924), Tochter des Georg Anton von Arms, Kaufmanns, von Obersaxen.